# Izquierda Unida de La Rioja
Izquierda Unida de La Rioja (IU) es una organización política de la Comunidad Autónoma de La Rioja, España. Está federado dentro de la organización política española Izquierda Unida

## Resultados electorales
Elecciones al Parlamento de La Rioja
| Resultados electorales de Izquierda Unida de La Rioja | Resultados electorales de Izquierda Unida de La Rioja | Resultados electorales de Izquierda Unida de La Rioja | Resultados electorales de Izquierda Unida de La Rioja | Resultados electorales de Izquierda Unida de La Rioja |
| Elecciones                                            | Votos                                                 | %                                                     | Parlamentarios                                        |                                                       |
| ----------------------------------------------------- | ----------------------------------------------------- | ----------------------------------------------------- | ----------------------------------------------------- | ----------------------------------------------------- |
| Elecciones al Parlamento de La Rioja de 1987          | 3.478 (#6)                                            | 2,41                                                  | 0/33                                                  |                                                       |
| Elecciones al Parlamento de La Rioja de 1991          | 6.499 (#4)                                            | 4,53                                                  | 0/33                                                  |                                                       |
| Elecciones al Parlamento de La Rioja de 1995          | 11.921 (#3)                                           | 7,21                                                  | 2/33                                                  |                                                       |
| Elecciones al Parlamento de La Rioja de 1999          | 6.097 (#4)                                            | 3,90                                                  | 0/33                                                  |                                                       |
| Elecciones al Parlamento de La Rioja de 2003          | 4.729 (#4)                                            | 2,72                                                  | 0/33                                                  |                                                       |
| Elecciones al Parlamento de La Rioja de 2007          | 5.292 (#4)                                            | 3,11                                                  | 0/33                                                  |                                                       |
| Elecciones al Parlamento de La Rioja de 2011          | 6.114 (#4)                                            | 3,80                                                  | 0/33                                                  |                                                       |
| Elecciones al Parlamento de La Rioja de 2015          | 6.797 (#6)                                            | 4,16                                                  | 0/33                                                  |                                                       |
| Elecciones al Parlamento de La Rioja de 2019a         | 10.844 (#4)                                           | 6,65                                                  | 1/33                                                  |                                                       |
| Elecciones al Parlamento de La Rioja de 2023a         | 8.543 (#4)                                            | 5,09                                                  | 1/33                                                  |                                                       |

a Dentro de Unidas Podemos.
Elecciones Generales
| Resultados electorales de Izquierda Unida de La Rioja | Resultados electorales de Izquierda Unida de La Rioja | Resultados electorales de Izquierda Unida de La Rioja | Resultados electorales de Izquierda Unida de La Rioja | Resultados electorales de Izquierda Unida de La Rioja |
| Elecciones                                            | Votos                                                 | %                                                     | Parlamentarios                                        |                                                       |
| ----------------------------------------------------- | ----------------------------------------------------- | ----------------------------------------------------- | ----------------------------------------------------- | ----------------------------------------------------- |
| Elecciones generales de España de 1986                | 2.961 (#4)                                            | 2,00                                                  | 0                                                     |                                                       |
| Elecciones generales de España de 1989                | 9.495 (#4)                                            | 6,42                                                  | 0                                                     |                                                       |
| Elecciones generales de España de 1993                | 11.850 (#3)                                           | 6,96                                                  | 0                                                     |                                                       |
| Elecciones generales de España de 1996                | 15.530 (#3)                                           | 8,71                                                  | 0                                                     |                                                       |
| Elecciones generales de España de 2000                | 6.830 (#3)                                            | 4,02                                                  | 0                                                     |                                                       |
| Elecciones generales de España de 2004                | 5.115 (#3)                                            | 2,76                                                  | 0                                                     |                                                       |
| Elecciones generales de España de 2008                | 3.647 (#3)                                            | 1,94                                                  | 0                                                     |                                                       |
| Elecciones generales de España de 2011                | 7.995 (#4)                                            | 4,60                                                  | 0                                                     |                                                       |
| Elecciones generales de España de 2015                | 7.423 (#5)                                            | 4,19                                                  | 0                                                     |                                                       |
| Elecciones generales de España de 2016a               | 28.772 (#3)                                           | 16,63                                                 | 0                                                     |                                                       |
| Elecciones generales de España de abril de 2019b      | 21.331 (#4)                                           | 11,80                                                 | 0                                                     |                                                       |
| Elecciones generales de España de noviembre de 2019b  | 16.273 (#4)                                           | 9,87                                                  | 0                                                     |                                                       |
| Elecciones generales de España de 2023c               | 11.470 (#4)                                           | 6,57                                                  | 0                                                     |                                                       |

a Dentro de Unidos Podemos.
b Dentro de Unidas Podemos.
c Dentro de Sumar.